# Enitsa
Enitsa (bulgariska: Еница) är ett distrikt i Bulgarien.   Det ligger i kommunen Obsjtina Knezja i regionen Pleven, i den nordvästra delen av landet, 100 km nordost om huvudstaden Sofia.
Trakten runt Enitsa består till största delen av jordbruksmark. Runt Enitsa är det ganska tätbefolkat, med 78 invånare per kvadratkilometer.